# Bulbophyllum filicaule
Bulbophyllum filicaule là một loài phong lan thuộc chi Bulbophyllum.